# Luchthaven Palanga
Luchthaven Palanga is de derde luchthaven van Litouwen en bevindt zich nabij Palanga aan de Oostzee. Vanaf de opening in 1937 is het vliegveld gebruikt voor opleiding van piloten en als vliegbasis voor de luchtmacht van de Sovjet-Unie. In 1963 werd het vliegveld opengesteld voor burgerluchtvaart.

## Bestemmingen
| Maatschappij          | Land       | Bestemming        |
| --------------------- | ---------- | ----------------- |
| AirBaltic             | Letland    | Riga              |
| Norwegian.com         | Noorwegen  | Oslo-Gardermoen   |
| Scandinavian Airlines | Denemarken | Kopenhagen        |
| Rusline               | Rusland    | Moskou-Domodedovo |